# Styringomyia acuapicalis
Styringomyia acuapicalis är en tvåvingeart som beskrevs av Alexander 1972. Styringomyia acuapicalis ingår i släktet Styringomyia och familjen småharkrankar.
Artens utbredningsområde är Nigeria. Inga underarter finns listade i Catalogue of Life.